# Abdoulie Manneh
Abdoulie Manneh (Tujereng, 29 settembre 2004) è un calciatore gambiano, attaccante del Mjällby.

## Carriera

### Club
Cresciuto nel settore giovanile del Wallidan, ha militato in prima squadra nella prima divisione gambiana fra il 2021 ed il 2023 prima di venire acquistato a titolo definitivo dal Mjällby, club della prima divisione svedese. Ha debuttato con il club svedese il 17 febbraio 2024 nell'incontro di Svenska Cupen vinto 3-2 contro il GIF Sundsvall ed ha segnato il suo primo gol il 21 agosto, sempre in coppa nazionale, contro l'IFK Hässleholm.

### Nazionale
Ha debuttato con la nazionale gambiana il 23 luglio 2022 nell'incontro di qualificazione per il Campionato delle nazioni africane vinto 1-0 contro la Guinea-Bissau.

## Statistiche

### Presenze e reti nei club
Statistiche aggiornate al 17 aprile 2025.
| Stagione        | Squadra         | Campionato      | Campionato | Campionato | Coppe nazionali | Coppe nazionali | Coppe nazionali | Coppe continentali | Coppe continentali | Coppe continentali | Altre coppe | Altre coppe | Altre coppe | Totale | Totale | Totale |
| Stagione        | Squadra         | Comp            | Pres       | Reti       | Comp            | Pres            | Reti            | Comp               | Pres               | Reti               | Comp        | Pres        | Reti        | Pres   | Reti   |        |
| --------------- | --------------- | --------------- | ---------- | ---------- | --------------- | --------------- | --------------- | ------------------ | ------------------ | ------------------ | ----------- | ----------- | ----------- | ------ | ------ | ------ |
| 2024            | Mjällby         | A               | 21         | 2          | CS+CS           | 4+1             | 0+1             | -                  | -                  | -                  | -           | -           | -           | 26     | 3      |        |
| 2025            | Mjällby         | A               | 4          | 1          | CS+CS           | 4+0             | 2+0             | -                  | -                  | -                  | -           | -           | -           | 8      | 3      |        |
| Totale carriera | Totale carriera | Totale carriera | 25         | 3          |                 | 9               | 3               |                    | -                  | -                  |             | -           | -           | 34     | 6      |        |

### Cronologia presenze e reti in nazionale
| Cronologia completa delle presenze e delle reti in nazionale ― Gambia | Cronologia completa delle presenze e delle reti in nazionale ― Gambia | Cronologia completa delle presenze e delle reti in nazionale ― Gambia | Cronologia completa delle presenze e delle reti in nazionale ― Gambia | Cronologia completa delle presenze e delle reti in nazionale ― Gambia | Cronologia completa delle presenze e delle reti in nazionale ― Gambia | Cronologia completa delle presenze e delle reti in nazionale ― Gambia | Cronologia completa delle presenze e delle reti in nazionale ― Gambia |
| Data                                                                  | Città                                                                 | In casa                                                               | Risultato                                                             | Ospiti                                                                | Competizione                                                          | Reti                                                                  | Note                                                                  |
| --------------------------------------------------------------------- | --------------------------------------------------------------------- | --------------------------------------------------------------------- | --------------------------------------------------------------------- | --------------------------------------------------------------------- | --------------------------------------------------------------------- | --------------------------------------------------------------------- | --------------------------------------------------------------------- |
| 23-7-2022                                                             | Marrakech                                                             | Gambia                                                                | 1 – 0                                                                 | Guinea-Bissau                                                         | Qual. CHAN 2022                                                       | -                                                                     |                                                                       |
| 26-7-2022                                                             | Marrakech                                                             | Guinea-Bissau                                                         | 1 – 0 dts (5 – 3 dtr)                                                 | Gambia                                                                | Qual. CHAN 2022                                                       | -                                                                     |                                                                       |
| 9-6-2025                                                              | Marrakech                                                             | Uganda                                                                | 1 – 1                                                                 | Gambia                                                                | Amichevole                                                            | -                                                                     |                                                                       |
| Totale                                                                |                                                                       | Presenze                                                              | 3                                                                     |                                                                       | Reti                                                                  | 0                                                                     |                                                                       |

## Palmarès

### Club

#### Competizioni nazionali
- Coppa di Gambia: 1

Wallidan: 2021-2022